# 迪菲-赫爾曼密鑰交換
迪菲-赫爾曼密鑰交換（英語：Diffie–Hellman key exchange，縮寫為D-H） 是一种安全协议。它可以让双方在完全没有对方任何预先信息的条件下通过不安全信道建立起一个密钥。这个密钥可以在后续的通讯中作为对称密钥来加密通讯内容。公鑰交換的概念最早由瑞夫·墨克（Ralph C. Merkle）提出，而這個密鑰交換方法，由惠特菲爾德·迪菲（Bailey Whitfield Diffie）和馬丁·赫爾曼（Martin Edward Hellman）在1976年首次發表。馬丁·赫爾曼曾主張這個密鑰交換方法，應被稱為迪菲-赫爾曼-墨克密鑰交換（英語：Diffie–Hellman–Merkle key exchange）。
迪菲－赫尔曼密钥交换的同义词包括:
- 迪菲－赫尔曼密钥协商
- 迪菲－赫尔曼密钥建立
- 指数密钥交换
- 迪菲－赫尔曼协议

虽然迪菲－赫尔曼密钥交换本身是一个匿名（无认证）的密钥交换协议，它却是很多认证协议的基础。

## 该协议的历史
迪菲－赫尔曼密钥交换是在美國密碼學家惠特菲爾德·迪菲和馬丁·赫爾曼的合作下发明的，發表於1976年。它是第一个实用的在非保护信道中建立共享密钥方法。它受到了瑞夫·墨克的关于公钥分配工作的影响。約翰·吉爾提出了离散对数问题的应用。该方案首先被英国GCHQ的馬爾科姆·J·威廉森（Malcolm J. Williamson）在稍早的几年前发明，但是GCHQ直到1997年才决定将其公开，这时在学术界已经没有了研究这个算法的热潮了。
这个方法被发明后不久出现了RSA，另一个进行公钥交换的算法。它使用了非对称加密算法。
2002年，馬丁·赫爾曼写到：
这个系统...从此被称为「迪菲－赫尔曼密钥交换」。 虽然这个系统首先是在我和迪菲的一篇论文中描述的，但是这却是一个公钥交换系统，是墨克提出的概念，因此如果加上他的名字，这个系统实际上应该称为「Diffie–Hellman–Merkle密钥交换」。我希望这个小小的讲坛可以帮助我们认识到墨克对公钥密码学的同等重要的贡献。
The system...has since become known as Diffie–Hellman key exchange.  While that system was first described in a paper by Diffie and me, it is a public key distribution system, a concept developed by Merkle, and hence should be called 'Diffie–Hellman–Merkle key exchange' if names are to be associated with it.  I hope this small pulpit might help in that endeavor to recognize Merkle's equal contribution to the invention of public key cryptography. 
描述了这个算法的美國專利第4,200,770号，已经於1997年4月29日後过期，專利文件表明了Hellman、Diffie和Merkle是算法的发明者。

## 描述
迪菲－赫尔曼通过公共信道交换一个信息，就可以建立一个可以用于在公共信道上安全通信的共享秘密。
以下解释它的过程（包括算法的数学部分）：

Diffie–Hellman 密鑰交換

最简单，最早提出的这个协议使用一个質數p的整數模n乘法群以及其原根g。下面展示这个算法，绿色表示非秘密信息，红色粗体表示秘密信息：
| 愛麗絲 | 愛麗絲            | 愛麗絲   |
| ------ | ----------------- | -------- |
| 秘密   | 非秘密            | 计算     |
|        | p, g              |          |
| a      |                   |          |
|        |                   | ga mod p |
|        | …                 |          |
|        | (gb mod p)a mod p |          |

|                              |
|                              |
|                              |
|                              |
|                              |
| {\displaystyle \rightarrow } |
| {\displaystyle \leftarrow }  |
| =                            |

| 鮑伯     | 鮑伯              | 鮑伯 |
| -------- | ----------------- | ---- |
| 计算     | 非秘密            | 秘密 |
|          | p, g              |      |
|          |                   | b    |
|          | …                 |      |
| gb mod p |                   |      |
|          | (ga mod p)b mod p |      |

愛麗絲和鮑伯最终都得到了同样的值，因为在模p下{\displaystyle g^{ab}}和{\displaystyle g^{ba}} 相等。 注意a, b 和 gab = gba mod p 是秘密的。  其他所有的值 – p, g, ga mod p, 以及 gb mod p – 都可以在公共信道上传递。 一旦愛麗絲和鮑伯得出了公共秘密，他们就可以把它用作对称密钥，以进行双方的加密通讯，因为这个密钥只有他们才能得到。当然，为了使这个例子变得安全，必须使用非常大的a, b 以及 p， 否则可以实验所有{\displaystyle g^{ab}{\bmod {23}}}的可能取值（总共有最多22个这样的值，就算a和b很大也无济于事）。 如果 p 是一个至少 300 位的质数，并且a和b至少有100位长，那么即使使用全人类所有的计算资源和当今最好的算法也不可能从g, p和ga mod p 中计算出 a。这个问题就是著名的离散对数问题。注意g则不需要很大，并且在一般的实践中通常是2或者5。IETF RFC3526 文档中有几个常用的大质数可供使用。
以下是一个更为一般的描述:
1. 愛麗絲和鮑伯协商一个有限循环群 G 和它的一个生成元 g。  （这通常在协议开始很久以前就已经规定好； g是公开的，并可以被所有的攻击者看到。）
2. 愛麗絲选择一个随机自然数 a 并且将{\displaystyle g^{a}}发送给鮑伯。
3. 鮑伯选择一个随机自然数 b 并且将{\displaystyle g^{b}}发送给愛麗絲。
4. 愛麗絲 计算{\displaystyle \left(g^{b}\right)^{a}}。
5. 鮑伯 计算{\displaystyle \left(g^{a}\right)^{b}}。

愛麗絲和鮑伯就同时协商出群元素{\displaystyle g^{ab}=g^{ba}}，它可以被用作共享秘密。（因为群是乘法交换的，见幂。）

### 图示
下面的图示可以方便你理解每个信息都只有谁知道。（伊芙是一个窃听者——她可以看到愛麗絲和鮑伯的通讯内容，但是无法改变它们）
- Let s = 共享密钥。 s = 2

- Let a = 愛麗絲的私钥。如 a = 6
- Let A = 愛麗絲的公钥。如 A = ga mod p = 8
- Let b = 鮑伯的私钥。如 b = 15
- Let B = 鮑伯的公钥。如 B = gb mod p = 19
- Let g = 公共原根。如 g=5

- Let p = 公共质数. 如 p = 23

| 愛麗絲                     | 愛麗絲 |
| -------------------------- | ------ |
| 知道                       | 不知道 |
| p = 23                     |        |
| base g = 5                 |        |
| a = 6                      |        |
|                            | b = 15 |
| A = 56 mod 23 = 8          |        |
| B = 5b mod 23 = 19         |        |
| s = 196 mod 23 = 2         |        |
| s = 8b mod 23 = 2          |        |
| s = 196 mod 23 = 8b mod 23 |        |
| s = 2                      |        |

| 鮑伯                        | 鮑伯   |
| --------------------------- | ------ |
| 知道                        | 不知道 |
| p = 23                      |        |
| base g = 5                  |        |
|                             | a = 6  |
| b = 15                      |        |
| B = 515 mod 23 = 19         |        |
| A = 5a mod 23 = 8           |        |
| s = 815 mod 23 = 2          |        |
| s = 19a mod 23 = 2          |        |
| s = 815 mod 23 = 19a mod 23 |        |
| s = 2                       |        |

| 伊芙                       | 伊芙   |
| -------------------------- | ------ |
| 知道                       | 不知道 |
| p = 23                     |        |
| base g = 5                 |        |
|                            | a = 6  |
|                            | b = 15 |
| A = 5a mod 23 = 8          |        |
| B = 5b mod 23 = 19         |        |
| s = 19a mod 23             |        |
| s = 8b mod 23              |        |
| s = 19a mod 23 = 8b mod 23 |        |
|                            | s = 2  |

注意：對愛麗絲來說解開鮑伯的私鑰或鮑伯要解開愛麗絲的私鑰應該都很困難。如果對愛麗絲來說解開鮑伯的私鑰不難的話（反之亦然），伊芙可以輕易地替換掉她自己的私鑰/公鑰對，把鮑伯的公鑰插到她自己的私鑰，產生出一個假的共享密鑰，並解開鮑伯的私鑰（然後用這個解開共享私鑰。伊芙可以試著選擇一個能讓她輕鬆解開鮑伯的私鑰的公鑰/私鑰對）。

## 安全性
在选择了合适的G和g时，这个协议被认为是窃听安全的。偷听者伊芙可能必须通过求解迪菲－赫尔曼问题来得到gab。在当前，这被认为是一个困难问题。如果出现了一个高效的解决离散对数问题的算法，那么可以用它来简化a或者b的计算，那么也就可以用来解决迪菲－赫尔曼问题，使得包括本系统在内的很多公钥密码学系统变得不安全。
G的阶应当是一个素数，或者它有一个足够大的素因子以防止使用Pohlig–Hellman算法来得到a或者b。由于这个原因，一个索菲热尔曼素数 q可以用来计算素数p=2q+1，这样的p称为安全素数，因为使用它之后G的阶只能被2和q整除。g有时被选择成G的q阶子群的生成元，而不是G本身的生成元，这样ga的勒让德符号将不会显示出a的低位。
如果Alice和Bob使用的随机数生成器不能做到完全随机并且从某种程度上讲是可预测的，那么Eve的工作将简单的多。
臨時DH（D-H Ephemeral，DHE）能够提供前向安全性。

### 身份验证
在最初的描述中，迪菲－赫尔曼密钥交换本身并没有提供通讯双方的身份验证服务，因此它很容易受到中间人攻击。 一个中间人在信道的中央进行两次迪菲－赫尔曼密钥交换，一次和Alice另一次和Bob，就能够成功的向Alice假装自己是Bob，反之亦然。而攻击者可以解密（读取和存储）任何一个人的信息并重新加密信息，然后传递给另一个人。因此通常都需要一个能够验证通讯双方身份的机制来防止这类攻击。
有很多种安全身份验证解决方案使用到了迪菲－赫尔曼密钥交换。当Alice和Bob共有一个公钥基础设施时，他们可以将他们的返回密钥进行签名，也可以像MQV那样签名ga和gb；STS以及IPsec协议的IKE组件已经成为了Internet协议的一部分；当Alice和Bob共享一个口令时，他们还可以从迪菲－赫尔曼算法使用口令认证密钥协商，类似于ITU-T的建议X.1035。这已经被用作了G.hn的家庭网络标准。

## 引用
- Dieter Gollmann (2006).  Computer Security Second Edition West Sussex, England: John Wiley & Sons, Ltd.
- Non-Secret Encryption Using a Finite Field MJ Williamson, January 21, 1974.
- Thoughts on Cheaper Non-Secret Encryption （页面存档备份，存于） MJ Williamson, August 10, 1976.
- New Directions in Cryptography （页面存档备份，存于） W. Diffie and M. E. Hellman, IEEE Transactions on Information Theory, vol. IT-22, Nov. 1976, pp: 644–654.
- Cryptographic apparatus and method Martin E. Hellman, Bailey W. Diffie, and Ralph C. Merkle, U.S. Patent #4,200,770, 29 April 1980
- The History of Non-Secret Encryption JH Ellis 1987 (28K PDF file) (HTML version)
- The First Ten Years of Public-Key Cryptography （页面存档备份，存于） Whitfield Diffie, Proceedings of the IEEE, vol. 76, no. 5, May 1988, pp: 560–577 (1.9MB PDF file)
- Menezes, Alfred; van Oorschot, Paul; Vanstone, Scott (1997).  Handbook of Applied Cryptography Boca Raton, Florida: CRC Press. ISBN 0-8493-8523-7. (Available online （页面存档备份，存于）)
- Singh, Simon (1999) The Code Book: the evolution of secrecy from Mary Queen of Scots to quantum cryptography New York: Doubleday ISBN 0-385-49531-5
- An Overview of Public Key Cryptography Martin E. Hellman, IEEE Communications Magazine, May 2002, pp:42–49. (123kB PDF file)